# Hemiphyllodactylus zugi
Thạch sùng dẹp (Danh pháp khoa học: zug Hemiphyllodactylus zugi) là một loài Tắc kè được phát hiện ở Cao Bằng, Việt Nam năm 2013. Tên loài được đặt theo tên nhà nghiên cứu về bò sát công tác tại Bảo tàng Quốc gia về Lịch sử Tự nhiên thuộc Viện Smithsonian, George R. Zug